# Робіть хороший дизайн
«Хороший дизайн: як дизайнери можуть змінити світ» — книга канадського дизайнера Девіда Б. Бермана з передмовою від Еріка Спікермана, випущена у січні 2009 року видавництвом Peachpit Press. Видання було створено у співпраці з Американським інститутом графічних мистецтв (AIGA).
Книга була надрукована та переплетена компанією Courier, яка дотримується етичних принципів і стандартів сталого розвитку, подібних до тих, що відстоює Девід Берман. В процесі друку було приділено увагу мінімізації відходів. Вибір паперового виробника та видавців здійснено з огляду на їхні практики сталого розвитку.

## Зміст
У книзі розглядаються питання графічного дизайну, брендингу та соціальної відповідальності, зокрема в контексті захисту довкілля. Берман приділяє особливу увагу впливу дизайну на країни, що розвиваються, діяльності корпорації Coca-Cola та зображенню жінок у рекламі. Видання складається з трьох розділів

### Творчий огляд: знешкодження зброї масового обману
Спочатку Берман висвітлює основні проблеми, на яких зосереджена книга: зміна клімату та надмірне споживання. Він докладно пояснює, як дизайн може сприяти їхньому вирішенню, використовуючи тематичні дослідження. Далі автор переходить до питання про те, яким чином можна здійснити зміни. 

### Дизайнерське рішення: зручні істини
У цьому розділі Берман продовжує розглядати, чому важливо та як саме можна впроваджувати зміни за допомогою дизайну. 

### Присяга робити добро
Завершується книга закликом до дії, в якому Берман пропонує читачам приєднатися до його ініціативи «Твори добро», представленої на його вебсайті. Взявши на себе це зобов’язання, професіонали обіцяють дотримуватися етичних принципів у своїй роботі та присвячувати щонайменше десять відсотків свого професійного часу на досягнення позитивних змін.
Частина ідей, представлених у книзі Бермана, базується на концепціях Кена Гарленда, автора маніфесту "First Things First", створеного в 1960-х роках.  Ґарленд був першою людиною (окрім самого Бермана), яка дотрималася обіцянки «Роби добро» на веб-сайті Бермана. 

## Видання
- Видання китайською мовою  офіційний випуск: Пекін, 27 жовтня 2009 р. на Всесвітньому конгресі дизайну, з передмовою Мін Ван (керівник відділу графічного дизайну Пекінської Олімпіади, керівник відділу дизайну Китайської академії образотворчого мистецтва).
- Видання корейською мовою випущено в липні 2010 року.
- Англомовне видання 2013 року
- Видання іспанською мовою випущено в липні 2015 року.

## Дивіться також
- Рекламщики

## Зовнішні посилання
- Офіційний веб-сайт і бібліотека розширень посилань на вміст книги
- Офіційний блог Do Good Design від Девіда Бермана